# Ernst Johannsen
Ernst Johannsen (* 28. Mai 1898 in Altona bei Hamburg; † 1. November 1977 in Hamburg) war ein deutscher Schriftsteller.

## Leben
Ernst Johannsen wuchs in Hamburg zusammen mit zwei Schwestern als Sohn eines Segelmachers der Kaiserlichen Marine auf. Aus den Erzählungen des Vaters gewann er detaillierte Kenntnisse über die Seefahrt, die in einige seiner späteren Werke einflossen. 
Nach dem Besuch der Volksschule machte er eine Lehre als Elektriker. 
1916 wurde Johannsen zum Kriegsdienst eingezogen und kam Anfang 1917 nach Verdun, wo er bei den Funkern Dienst tat. 
1919 kehrte er zurück nach Hamburg und arbeitete in seinem erlernten Beruf auf einer Schiffswerft. Anschließend arbeitete er in Würzburg als Obermonteur und begann nebenbei zu schreiben. 
Anlässlich des Todes einer seiner Schwestern kehrte Johannsen  1928 nach Hamburg zurück und widmete sich nun ausschließlich dem Schreiben. Mit dem Frontroman Vier von der Infanterie und dem Hörspiel Brigadevermittlung, in dem er seine Erfahrungen als Fernmelder verarbeitete, entstanden in dieser Zeit seine erfolgreichsten Werke. 
In den dreißiger Jahren schrieb Johannsen weitere Prosawerke und Hörspiele, aber seine materielle Lage wurde zunehmend schwierig. 
1938 mussten seine jüdische Lebensgefährtin und der gemeinsame Sohn nach England emigrieren. 1939 folgte Johannsen nach, heiratete sie und blieb bis 1957 in London. Die anfängliche Zusammenarbeit mit der BBC endete 1941 nach persönlichen und künstlerischen Differenzen. Von 1942 bis 1957 arbeitete Ernst Johannsen als Elektriker bei der Firma „Victory Engineers Limited“. 
1957 kehrte er mit seiner Frau und zweien seiner drei Kinder nach Hamburg zurück. Dort hatte er Kontakte zu Hans Henny Jahn und weiteren Künstlern. Johannsen hatte aber schriftstellerisch keinen Erfolg mehr und starb vereinsamt und verbittert 1977.

## Werk

### Vier von der Infanterie
Das Fronterlebnis des Ersten Weltkriegs prägte in hohem Maß Johannsens Denken und Schreiben. Mit dem Roman Vier von der Infanterie. Ihre letzten Tage an der Westfront 1918 schrieb er 1929 sein bedeutendstes Prosawerk.
In ausgedehnten Gesprächen stellen vier Infanteristen den Sinn des Krieges in Frage. Drastisch wird dessen Zerstörungskraft in dem Kapitel Inferno geschildert. Am Ende sterben alle Beteiligten. Als positiver Wert bleibt allein die Frontkameradschaft. 
Der im kleinen Fackelreiter-Verlag publizierte Roman erreichte schnell eine Auflage von 20.000 Exemplaren und wurde in dreizehn  Sprachen übersetzt. Nach dessen Motiven drehte Georg Wilhelm Pabst 1930 seinen bekannten Anti-Kriegsfilm Westfront 1918.
Das Buch Im Westen nichts Neues von Erich Maria Remarque wurde erst nach Johannsens Infanterie-Roman veröffentlicht, wurde aber wesentlich bekannter.

### Brigadevermittlung
Das Hörspiel Brigadevermittlung machte Johannsen zu einem der erfolgreichsten Hörspielautoren der Weimarer Republik und brachte ihm internationalen Ruhm ein. Es wurde am 17. Oktober 1929 im Münchner Rundfunk uraufgeführt und in über 50 Inszenierungen in elf Ländern gesendet. 
Johannsen stellt darin die Bedeutung des Telefons für die Kriegsführung dar und nutzt es zugleich, in seiner Eigenschaft als Medium für Stimmen, für die Kunstform Hörspiel. Weitere Hörspiele Johannsens wurden zwar gesendet, erreichten aber den Erfolg von Brigadevermittlung nicht.

### Weitere wichtige Werke
Von seinen Prosawerken fanden noch Beachtung die Erzählung Fronterinnerungen eines Pferdes (1929), in der der Krieg aus der Sicht eines der Millionen im Krieg getöteten Pferde geschildert wird, sowie die Erzählung Die Kreuz-Apotheke (1932), in der die ungerechten Zustände im deutschen Gesundheitswesen angeprangert werden.

### Romane, Erzählungen
- Vier von der Infanterie. Ihre letzten Tage an der Westfront 1918 Fackelreiter-Verlag, Hamburg-Bergedorf 1929, mehrere Neuauflagen,  Kassel 2014, ISBN 978-3-939988-23-6.
- Fronterinnerungen eines Pferdes. Fackelreiter-Verlag, Hamburg-Bergedorf 1929. Digitalisat
- Station 3. Ein Kommandeur, sechs Mann und vier Maschinen. Wegweiser-Verlag, Berlin 1931.
- Die Kreuz-Apotheke. In: Wieland Herzfelde (Hg.): Dreißig Neue Erzähler des Neuen Deutschland. Junge Deutsche Prosa. Berlin 1932, S. 11–30. 
  - Günter Heintz: Texte der proletarisch-revolutionären Literatur Deutschlands 1919–1933, Reclam-Verlag, Stuttgart 1974, S. 128–134. ISBN 3-15-009707-X.
- Sechs auf einer Insel. Hesse & Becker-Verlag, Leipzig 1934.
- Sturm über Santa Rock. Hesse & Becker-Verlag, Leipzig 1937.

### Hörspiele
- Brigadevermittlung. 1929.[5]
- Der Komet. 1929.
- Wunder ohnegleichen. 1939.
- Die Drehorgeln. 1949.
- Antonio will nicht gerettet werden. 1966.
- Tod im Warenhaus. 1970.